# کاسپر هامالاینن
کاسپر هامالاینن (فنلاندی: Kasper Hämäläinen؛ زادهٔ ۸ اوت ۱۹۸۶) بازیکن فوتبال اهل فنلاند است.
از باشگاه‌هایی که در آن بازی کرده‌است می‌توان به باشگاه فوتبال دیورگاردن، باشگاه فوتبال لخ پوزنان، باشگاه فوتبال لگیا ورشو، و باشگاه فوتبال تورون پالوسئورا اشاره کرد.
وی همچنین در تیم‌های ملی فوتبال زیر ۲۱ سال فنلاند، و فنلاند بازی کرده‌است.